# Janosik il bandito
Janosik il bandito (Jánošík) è un film cecoslovacco del 1936 diretto da Martin Frič.

## Trama
Il film racconta la storia di Juraj Jánošík, eroe popolare slovacco che all'inizio del 1700 si era ribellato ai soprusi del signore locale formando una banda di briganti che cerca di proteggere i contadini poveri. Nonostante il sostegno della popolazione viene catturato e viene giustiziato non prima di essersi esibito nella danza tradizionale locale.

## Distribuzione
Il film venne presentato in concorso a Venezia alla 4ª Mostra del Cinema. La versione italiana fu realizzata presso gli stabilimenti Cines-Palatino e distribuita dalla Manenti Film con il titolo Janosik il bandito.

## Accoglienza
Scrivendo per The Spectator nel 1936, Graham Greene diede al film una recensione negativa. Osservando che il tema della rapina ai ricchi per dare ai poveri "dovrebbe mantenere il suo fascino fino al millennio", Greene trovò che l'inizio "romantico e melodico" stonava fortemente con la conclusione del film, che vede la "morte crudele del rapinatore, appeso come carne da macello con un chiodo nelle costole". Come osserva sardonicamente Greene, "il romanticismo, le melodie dei rapinatori e le inquadrature liriche di un eroe di Fairbanks dalle gambe lunghe non vanno con la punta".

## Remake
Il protagonista Paľo Bielik riprenderà la storia dell'eroe popolare nel 1963, dirigendola lui stesso in una pellicola in due parti, intitolata Jánošík.